# پنت‌هاوس: جنگ در زندگی
پنت هوس یا با عنوان دیگر جنگ در زندگی، سریالی ۴۸ قسمتی با ۳ فصل ساخت کره‌جنوبی و به کارگردانی چودونگ‌مین و پارک پو رام است.
پنت هاوس یا با نام دیگر خود جنگ در زندگي، یکی از بهترین سریالات سال ۲۰۲۰ در ژانر انتقامی‌است. در این مجموعه ستارگان مشهوری از جمله لی‌جی‌آه ، در نقش اصلی شیم‌سو‌ریون ، اوم‌کی‌جون ، در نقش اصلی جو دان ته ،  یوجین ، در نقش اوه‌یون‌هی ، کیم سو‌یون ، در نقش اصلی چئون سوجین ، و... ، بازی کرده‌اند. شیم‌سوریون که زني زیبا است و در یک پنت‌هاوس ۱۰۰ طبقه زندگی می‌کند. او و همسرش جو دان‌ته ، صاحب این پنت‌هاوس هستند. شیم‌سوریون زندگی مشکلی داشته است. البته که پدر و مادر او ثروتمند بودند، ولی در جوانی و برخورد با جو دان ته ، مشکلات او آغاز شد. او ابتدا با موجین یعنی همسر اول خود ازدواج کرد و از ازدواج با او صاحب ۲ دختر شد. اما وقتی که با موجین در رابطه بود ، با جو به او خیانت کرد اما زود از جو جدا شد و به زندگی خود با موجین که پیانیست مشهوری بود ادامه داد. حسادت جو ، باعث شد که حمله ی تروریستی خویش را آغاز کرده و با این نوع حمله موجین را کشت. شیم که آن زمان حامله بود، و شاهد مرگ موجین بود ، بیهوش شد و سریع به بیمارستان انتقال دادند. جو که از زمان بدو تولد تا زمانی که شیم را ندیده بود ، آسایش نداشت و وقتی پدر و مادر او توسط والدین بک‌جون‌کی که برای خانواده شیم کار می‌کردند کشته شد ، برای انتقام وارد زندگی او شد. شیم دارای ۲ دختر بود اما حس انتقام جو این اجازه را نمی‌داد که بگذارد او در آسایش زندگی کند. پس یکی از بچه هارا بعنوان بچه های خود از زن اول خود یعنی نا ئه‌کیو که شباهت ۱۰۰ درصدی به شیم دارد را به شیم معرفی کرد. کودک دیگری را به یکی از دستیاران خود داد تا او را بکشد اما او نتواست. پس ، کودک را به بهزیستی داد.
در این خانه‌ی ۱۰۰ طبقه، در طبقه ۸۰اُم زني پر ابهت و قدرتمندی همراه با شوهر دکتر خود زندگی می‌کند. سوجین خواننده اپرا است. شوهر او ها یون چول ، عشق اول اوه یون هی هم‌اکنون همسر سوجین است.. او دکتر مغز و اعصاب است و در بیمارستان چئون در حال کار است. از ازدواج این دو می‌توان به ها یون بیول ( با بازی چوی یه بین ) اشاره کرد. او با جو هم بع ها و هم به شیم خیانت می‌کند. پدر چئون دارای دبیرستان خصوصی است که هم اوه یون هی و هم چئون سوجین در آن درس خوانده‌ اند است.
اوه یون هی ، زني در قشر پایین همراه با دختر خود به رونا زندگی می‌کند. او ابتدا با ها یون چول در رابطه بود ولی هیچ‌وقت با او ازدواج نکرد اما از رابطه با یون چول دختری به نام به رونا را دارد. او در سن ۱۶ - ۱۵ سالگی گلوی او توسط چئون با جایزه ی خود سوجین پاره شد . دلیل اینکار سوجین حس حسادت بود. سوجین و اوه و ديگران در یک مسابقه ای که توسط خود مدرسه چئونگ‌آه تشکیل شده بودند شرکت کردند. برنده‌ی واقعی اوه بود ، اما تقلبی که توسط چئون و پدرش صورت گرفت هیچوقت نتوانست جایزه را داشته باشد. سپس حس حسادت باعث پاره شدن گلویش شد. به طوریکه هیچوقت نتوانست خوانندگی کند. او با ها یون چول در رابطه بود . اما حس حسادت چئون ، باعث شد او نیز ها را از دست بدهد..